# Тур Аулін

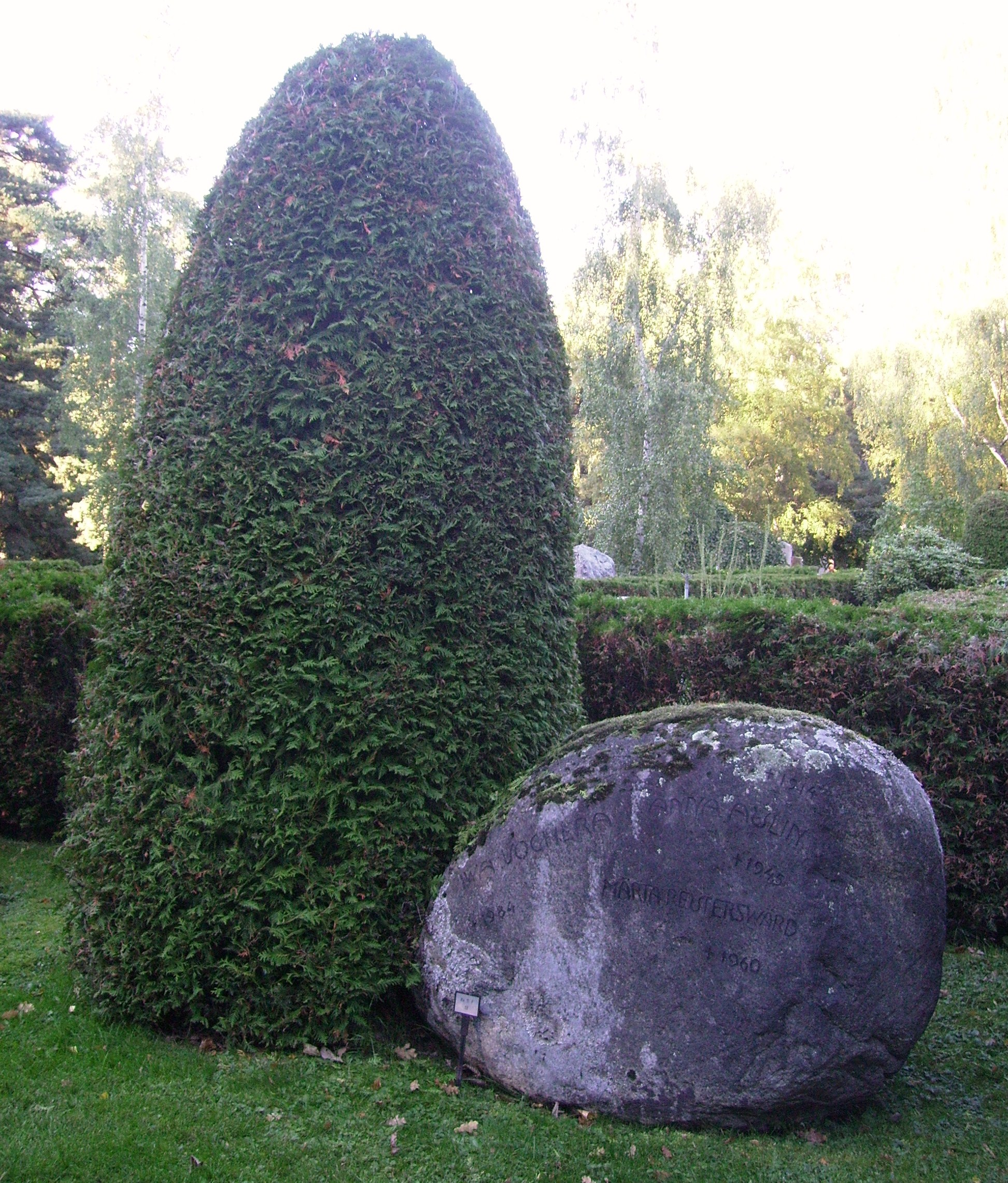
Могила Тура Ауліна у Сольні

Тур Бернард Вільгельм Аулін (швед. Tor Bernhard Wilhelm Aulin, 10 вересня 1866, Стокгольм, Швеція — 1 березня 1914, Сальтшебаден, Швеція) — шведський композитор, диригент та скрипаль. Представник романтизму в музиці. Брат відомої шведської піаністки Вальборг Аулін, близький друг композитора Вільгельма Стенгаммара.

## Життєпис
Тур Аулін народився в Стокгольмі, де й почав займатися музикою. Протягом 1877–1883 років навчався у Королівській вищій музичній школі міста, після закінчення якої вступив до Берлінської консерваторії, де переймав майстерність у Еміля Соре та Філіппа Шарвенка. У 1887 році було створено Квартет Ауліна — перший професійний струнний квартет Швеції, що мав відмінну репутацію серед музичних критиків та шанувальників музики. Квартет припинив своє існування у 1912 році. Тур Аулін тісно співпрацював зі своїм другом, відомим шведським піаністом та композитором Вільгельмом Стенгаммаром, разом з яким вони відновили інтерес до творчості Франца Бервальда. Крім того, Аулін неодноразово виконував роботи Стенгаммара, написані для скрипки з оркестром. У 1889 Тур Аулін році почав працювати концертмейстером Королівської опери Стокгольма і пробув на цій посаді до 1892 року, залишивши її заради диригування у симфонічних оркестрах Стокгольма і Гетеборга. У 1902 році він стояв біля витоків заснування оркестру Стокгольмського концертного товариства, що перетворився потім на Стокгольмський філармонічний оркестр, а з 1909 року обіймав посаду диригента Гетеборзького симфонічного оркестру. Окрім численних малих скрипічних творів Аулін створив скрипічну сонату, три скрипічних концерти та скрипічну сюїту.
Його сестра, Лаура Вальборг Аулін (1860–1928), також була доволі знаним у Швеції композитором-піаністом, а онук, Тур Магнус Аулін — відомий дослідник у сфері інформаційних технологій.
Помер Тур Аулін у перший день весни 1914 у віці 47 років. Його могила знаходиться на Північному кладовищі.

## Список вибраних творів
Оркестрові твори
- Концертна п'єса для скрипки з оркестром, op. 7
- Скрипічний концерт No. 1
- Скрипічний концерт No. 2 у a-moll, op. 11
- Скрипічний концерт No. 3 у c-moll, op. 14
- «Майстер Улоф» (швед. Mäster Olof, за драмою Августа Стріндберга), op. 22 (1908)
- «Штормовий день» (швед. En stormig dag за п'єсою Людвіга Йозефсона) (1892)
- «Готландський танок» (швед. Tre gotländska danser), op. 28
- «Чотири шведських танки» (швед. Fyra svenska danser), op. 32

Камерні твори
- «Чотири акварелі» (швед. Fyra akvareller) для скрипки з оркестром (1899)
- Скрипічна соната у d-moll, op. 12
- 4 фрагменти у формі однієї сюїти, op. 15 (1914)
- 4 фрагменти, op. 16
- «Танок в середині літа» (швед. Midsommardans), op. 18
- Альбомний листок, op. 20
- Лірична поема для скрипки з фортепіано, op. 21 (1908)

Твори для фортепіано
- Три альбомні листки, op. 5
- Маленька сюїта (1905)
- Вальсовий каприз для фортепіано в 4 руки (1887)

Пісенні твори
- Три вірші Тура Гедберга (швед. Giorgiones serenad, швед. Livet och döden, швед. Vid havet), op. 24 (1910)
- Два вірші Августа Стріндберга, op. 31 (1913)
- Чотири сербські народні пісні за Йоганом Лдвігом Рунебергом (1903)